# ハマダイ
ハマダイ（浜鯛） Etelis coruscans は、スズキ目スズキ亜目フエダイ科に属する魚類。赤い体と長い尾鰭が特徴の深海魚で、日本では高級食材として扱われる。地方名はオナガ、オナガダイ（東京）、アカチビキ（和歌山）、ヘイジ（高知）、アカマチ（沖縄）などがある。

## 名称
日本での別名「オナガ」（尾長）、および英名"Longtailed red snapper"は長く伸びた尾鰭に由来する。ハワイなどでは"Onaga"と呼ばれるが、これは日本での別名「オナガ」に由来する。ハワイに移住した日系人がそう呼んでいたため、そのまま現地での地方名として定着したといわれる。"Flame snapper"は「炎のフエダイ」の意で、鮮紅色の体色に由来する。

## 分布・生息域
アフリカ東岸から南日本、ハワイ、ロード・ハウ島、オーストラリア北岸まで、インド太平洋の熱帯海域に広く分布する。日本では本州中部以南で見られ、伊豆諸島や南西諸島の近海で多く漁獲されている。水深200-500mほどの大陸棚上の深みに生息し、海底の岩礁域付近を遊泳する。

## 形態・生態
最大で全長120cmに達する。体は紡錘形で、背中が鮮紅色・腹側が淡紅色をしている。マダイよりも赤みが強く、前後に細長い体形である。尾鰭は深く二叉したV字形で、成長と共に上下両葉が長く伸び、大型個体では特に上葉が糸状になる。
口は大きく下顎もがっしりしており、上顎の先端部には1-2対の犬歯がある。背鰭は棘条部で最も高く、軟条部との間で一旦低くなり、軟条部で再びわずかに高まる。目は大きく、両目の間は扁平である。生態が似ているヒメダイ属魚類は、背鰭がほぼ長方形に近く、両目の間が隆起するのでこの点で区別できる。
食性は肉食性で、小魚・甲殻類・頭足類などを捕食する。

## 利用
美味な食用魚で、日本など地方によっては高級食材として扱われる。また、沖釣りの対象としても人気が高い。釣りの他に深海延縄などでも漁獲される。
身は淡いピンク色で、癖のない白身である。刺身・焼き魚・煮物・揚げ物・蒸し物など、様々な料理に用いられる。